# Пресований цукор
Пресований цукор — цукор у вигляді окремих шматочків різної форми і розмірів (зазвичай у формі однакових за розміром кубиків або паралелепіпедів). Застосовується для підсолоджування чаю або інших напоїв.
Пресований цукор залежно від асортименту поділяють на пресований колотий, швидкорозчинний та дорожний.

## Історія
До появи шматкового цукру дозоване додавання цукру в чай та каву було ускладнено. Перший пиляний цукор з'явився близько 1840 року: цукрові голови розпилювали на шматки за допомогою пилки, ці шматочки (англ. cut sugar) продавалися поштучно, на вагу.
Вперше промислове виробництво шматкового цукру було запущене під керівництвом Якова Рада в 1840-х роках в Австро-Угорській імперії. Рад зайнявся проблемою після того, як його дружина сильно поранилася під час розколювання цукру. Шматочки цукру виготовляли пресуванням, пакували по 250 штук; цукор продавався під назвою «Чайний». Виробництво пресованого цукру (в Дачице) виявилося комерційно неуспішним через дорожнечу місцевої сировини і припинилося в 1852 році. Винахід Рада був забутий.
Перший комерційно успішний шматковий цукор був вироблений на фабриці Генрі Тейта в Лондоні. Тейт в 1875 році уклав контракт з Ойгеном Лангеном, патенти якого, отримані в 1874 році, описували спосіб отримання шматкового цукру із застосуванням центрифуги. Контракт передбачав як початковий платіж (4000 фунтів стерлінгів), так і роялті (10 пенсів за тону цукру). Необхідні капітальні вкладення вимагали великого ринку, і Тейт побудував новий завод в передмістях Лондона; завод запрацював у 1878 році. Тейт вклав усі свої гроші в завод і тимчасово був змушений навіть забрати свою дочку Ізоліну з пансіону, в якому вона виховувалася. Підприємство виявилося успішним: виробництво цукру зросло з 214 тонн в 1878 році до 1300 тонн в 1888 році. У 1891—1894 роках процес Ланге був замінений на винахід бельгійця Густава Аданта (фр. Gustave Adant), і вже в 1894 році кусковий цукор Тейта став стандартом на лондонській біржі, а Тейт — одним з найбагатших людей Англії.

## Шматковий цукор і абсент

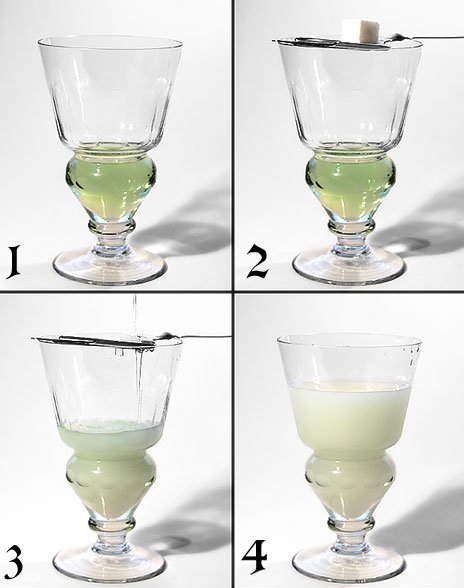
Приготування абсенту

Шматковий цукор займає центральне місце в класичному ритуалі розлиття абсенту: шматочок цукру розміщується на спеціальній ажурній ложці для абсенту, яка спирається на краю келиха з абсентом. Крижана вода з фонтану для абсенту тонкою цівкою ллється на шматочок цукру, створюючи в келиху напій з жовтуватим молочним відтінком (фр. louche). Для цієї мети навіть випускається спеціальний шматковий цукор.
В «богемному» способі приготування просочений абсентом шматочок цукру підпалюється в ложці для абсенту і стікаючий в келих з абсентом карамелізований цукор змішується з напоєм.

## В архітектурі та скульптурі

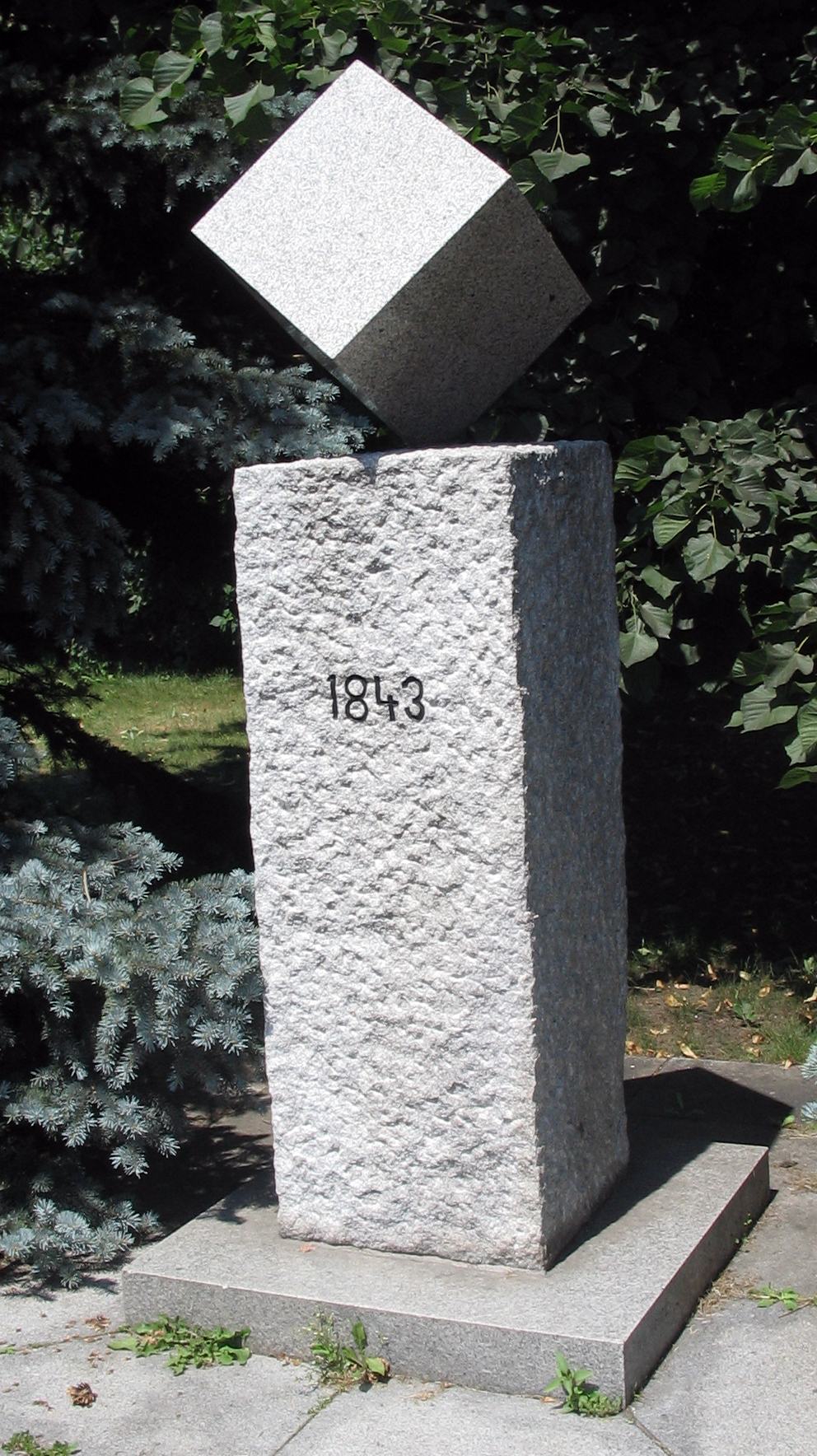
Пам'ятник у Дачице

У місті Дачице (Чехія) був установлений пам'ятник шматочку цукру-рафінаду.
Цукровий куб — назва будівель певного типу.